# Glutamátsyntáza
Glutamátsyntáza je obecné označení pro enzym, který katalyzuje přeměnu alfa ketoglutarátu na glutamát za spotřeby amonného iontu (NH4+) z glutaminu a redukčních ekvivalentů z NADPH, feredoxinu nebo NADH. V lidském těle se glutamátsyntáza nevyskytuje – mají ji mikroorganismy, rostliny a někteří nižší živočichové.

## Názvosloví
Podle redukčního ekvivalentu, který se uplatňuje v enzymové reakci, se liší systematický název enzymu: L-glutamát:feredoxin oxidoreduktáza (transaminující) [EC 1.4.7.1], L-glutamát:NADPH oxidoreduktáza (transaminující) [EC 1.4.1.13] a L-glutamát:NADH oxidoreduktáza (transaminující) [EC 1.4.1.14].

## Reakce
Souhrnná reakce katalyzovaná tímto enzymem zní:
Red. ferredoxin/NADPH/NADH + H+ + glutamin + alfa-ketoglutarát → 2glutamát + ox. ferredoxin/NADP+/NAD+
Biochemický podstata reakce je podstatně složitější a např. u bakterie Azospirillum brasilense zahrnuje transport elektronů od jejich donora (NADPH) přes FADH2 a FeS klastry až na FMN. Zároveň dochází k rozkladu glutaminu na první glutamát a amoniak, načež je amoniak přenesen na alfa-ketoglutarát. Výsledný alfa iminoglutarát je pomocí elektronů z FMN redukován na druhý glutamát. Celkem tedy vznikají dvě molekuly glutamátu.